# سارا ستيفانوسكا
سارا ستيفانوسكا مواليد 28 أغسطس 1993، هي لاعبة كرة يد مقدونية تلعب كظهير. مثلت منتخب مقدونيا لكرة اليد للسيدات.